# Aeroportul Divinópolis
Aeroportul Divinópolis (IATA: DIQ, ICAO: SNDV) este un aeroport din Minas Gerais, Brazilia ce deservește zona Divinópolis. Aeroportul a fost tranzitat în martie 2018 de 984 de pasageri. A fost numit după zona deservită.
Situat la o altitudine de 795 m, aeroportul dispune de 1 pistă. Este operat de Socicam⁠(d).

## Infrastructură

### Piste
Aeroportul dispune de o singură pistă. Pista 17/35 are suprafața de asfalt și dimensiunile 1.540 m × 30 m. 